# Phoebella albomaculata
Phoebella albomaculata là một loài bọ cánh cứng trong họ Cerambycidae.